# Begogo
Begogo est une ville et une commune urbaine (Kaominina) située dans la région d'Ihorombe (province de Fianarantsoa), dans le sud de Madagascar.

## Démographie
La population est estimée à environ 11 322 habitants en 2001.

## Économie
50 % de la population travaille dans le secteur agricole. Les principales productions sont le riz, les haricots, le manioc ou encore les arachides.